# Costantino Ier d'Arborée
Pour les articles homonymes, voir Costantino Ier.

 Costantino Ier d'Arborée Juge du Judicat d'Arborée  au début du XIIe siècle.

## Biographie
Costantino de Lacon-Serra est le fils du Juge Gonnario II de Lacon-Serra et de son épouse Elana fille du Juge Comita Ier d'Orrù. La durée de son règne est incertaine, il est peut-être en place dès la seconde décennie du XIIe siècle. Son règne est dominé par la guerre entre la république de Pise et Gènes qui perdure de 1119 à 1133 au cours de laquelle Costantino resserre l'alliance entre l'Arborée et Pise.

## Problématique
Ce n'est qu'après la parution il y a une quarantaine d'années de l'édition critique du Condaghe de Santa Maria di Bonarcado, qu'il a été possible de clarifier quelques données biographiques relatives à Constantin et de corriger les erreurs commises par certains des plus grands historiens de l'île, y compris Tola et  Manno, qui, en méconnaissant les références chronologiques contenues dans les sources documentaires, ont attribué à Costantino II la fondation du monastère de Santa Maria di Bonarcado, alors qu'elle était plutôt à mettre au compte de Costantino Ier. Cet hypothétique Costantino II, n'a en fait jamais existé... il aurait été le fils de Ugone II et aurait régné en tant que juge à Arborée au début du XIIe siècle. Une bonne partie de l'historiographie sarde, avant l'édition critique du Condaghe, fournit une image, au moins discutable, de la série de juges d'Arborée jusqu'à Constantin. Elle se réfère au catalogue que Fara, sarde du XVIe siècle,  dit avoir repris d'un ancien codex manuscrit, sur lequel nous ne sommes pas plus informés et qui ne nous est pas parvenu. Selon le catalogue de Fara, au juge Orzocco (Orzocore), destinataire en 1073 d'une lettre du pape Grégoire VII, auraient succédé  Torbeno, Orzocore II,  Comita, Gonario et Costantino, qui auraient été le premier de trois frères occupant successivement le trône d'Arborée. En réalité, en l’état actuel de nos connaissances, nous ne pouvons avancer que très peu de détails sur les juges et les événements du Judicat d'Arborée pendant les trois premières décennies du  XIIe siècle et ce n'est que par le biais  de l'étude la pénétration réalisée par les forces politiques, économiques et religieuses du continent que nous pouvons entrevoir l'histoire politique du Judicat, une histoire qui reste néanmoins celle de l'une des plus sombres périodes de la Sardaigne.

## Règne
On ne sait pas quand Costantino succède à son père Gonario, ni combien de temps dure son règne. Il s'avère toutefois qu'en 1131, le fils de Costantino, Comita, exerce la fonction de Juge, comme le stipule cette année-là un traité d'alliance avec les Génois. Le gouvernement de Costantino doit donc correspondre aux premières décennies du XIIe siècle, dans un moment de tension croissante, de contrastes de plus en plus sévères et de conflits ouverts entre Gênes, Pise, le Siège apostolique et les ordres monastiques continentaux, qui tous tendent à établir des droits, obtenir des privilèges et augmenter leur influence sur l'île. En 1073, l'Église romaine, par l'intermédiaire du pape Grégoire VII, avait revendiqué une haute souveraineté sur la Sardaigne et ouvert la voie à une pénétration toujours plus large de l'île par l'abbaye bénédictine de Montecassino et  abbaye Saint-Victor de Marseille.  
Son règne est également contemporain de la mise en œuvre de la réforme grégorienne de l'Église catholique et 
de ses conséquences majeures en Sardaigne. Comme ses prédécesseurs, Costantino verse un tribut annuel au pape de 1 100 Besants et reçoit en contrepartie la protection pontificale et celle de Pise et favorisant l'expansion du monachisme dans l'île. Les monastères apportaient une amélioration de l'économie et de la technologie, car l'apport des frères qui émigraient en Sardaigne pour mettre en œuvre les préceptes de la Réforme grégorienne, consistait également en livres et en nouvelles connaissances sur les techniques de la construction et de l'agriculture.
Il y a quelques divergences sur la date de fondation de Santa Maria di Bonarcado, mais il semble que
Costantin en décide la construction vers « l'an 1100 » et qu'il le place sous l'autorité de l'abbé camaldule de Saint-Zénon de Pise car le monastère de Saint-Victor de Marseille, puissante fondation monastique, bénéficie des donations du Judicat rival de Cagliari. Selon un document de 1182 de son neveu Barisone II il fonde aussi un monastère dédié à San Nicolò di Urgen.

## Union et postérité
Selon les Condaghe de Santa Maria de Bonarcado, l'épouse de Costantino Ier fut Anne de Zori qu lui donne deux fils Comita II, qui lui succède en 1131, et Orzocore [III]. On estime toutefois désormais qu'ils sont plus probablement ses frères que ses fils

## Source
- (it) Article d'Evandro Putzulu Constantino d'Arborea dans Enciclopedia Treccani